# 河合良輔
河合 良輔（かわい りょうすけ、1966年12月16日 - ）は、日本の俳優。愛知県出身。巣山プロダクション所属。

## 人物
身長173cm。体重73kg。
趣味はパチンコ、パチスロ、ツーリング。
以前は優企画に所属していた。

## 出演作品

### テレビドラマ
NHK
- 連続テレビ小説
  - あぐり（1997年）
  - 半分、青い。（2018年）
- ドラマ10
  - お母さん、娘をやめていいですか?（2017年）
  - マチ工場のオンナ（2017年）
  - トクサツガガガ（2019年）

日本テレビ
- 水曜グランドロマン / 男三昧女三昧（1989年）
- せいぎのみかた（1997年）
- DRAMA COMPLEX / らんぼう（2006年）

TBS
- 東芝日曜劇場 / 女たちの忠臣蔵（1979年）
- 源氏物語 上の巻・下の巻（1991年）
- 金曜ドラマ / 協奏曲（1996年）
- ウルトラマンコスモス 第50話（2002年） - 刑事 ※未放送

フジテレビ
- 幸福の予感（1996年）
- 翼をください!（1996年）
- 古畑任三郎（1999年）
- ルーキー! 第9話（2001年）
- レッド（2001年）
- 救命病棟24時 第3シリーズ 第9話（2005年）
- 世にも奇妙な物語 春の特別編 「あなたの物語」（2005年） - 石川真美の父
- CHANGE（2008年）
- 非婚同盟（2009年）
- ただいま大須商店街（2019年）

テレビ朝日
- 君の手がささやいている 第3章（1999年）

テレビ東京
- ニッポン事件簿 〜犯人はなぜ逃げるのか〜（2012年）

メ〜テレ
- 名古屋行き最終列車
  - （2012年）
  - （2017年）

CBCテレビ
- 金の殿 〜バック・トゥ・ザ・NAGOYA〜（2017年）
- こんなところに運命の人（2018年）

### テレビ番組
- サタデープラス（TBS）
- 中居正広の金曜日のスマイルたちへ（TBS）
- ザ・ジャッジ! 〜得する法律ファイル（フジテレビ）
- 列島警察捜査網 THE追跡（テレビ朝日）
- データで解析!サンデージャーナル（テレビ愛知）
- 逆転! ピープルズ（テレビ愛知）
- スイッチ!（東海テレビ）

### 映画
- 太陽は動かない（2021年）
- 唐人街探偵 東京MISSION（2021年）

### 舞台
- イエーガー・シュテッター - イエーガー

### CM
- サンスター ラクレッシュ
- ソラシドエア
- ブリザード・エンターテイメント 「ハースストーン」
- マルハン
- セコム

### VP
- 看護教材 大腸ガン

### WEB
- 東京海上日動火災保険